# Філєя
Філєя (італ. Fileja) (вимовляється як [fɪˈlɛːja]) — це макаронні вироби, як правило, з провінції Вібо-Валентія, Калабрія.

## Виготовлення
Робиться з манної крупи з твердої пшениці і води, їх виготовляють, обмотуючи лист макаронних виробів навколо тонкого очерету (динацюлу), створюючи порожнисту трубочку приблизно 20 см в довжину.

## Страви
Взагалі, згідно калабрійських традиціоних рецептів, філєя подається з соковитими соусами з козячого або свинячого м'яса, з Pecorino di Monte Poro або соусами на основі Nduja di Spilinga.
Під час літнього сезону в провінції Вібо-Валентія проводяться різні заходи та фестивалі, щоб відзначити філєя.